# José da Penha
José da Penha är en kommun i Brasilien.   Den ligger i delstaten Rio Grande do Norte, i den östra delen av landet, 1 500 km nordost om huvudstaden Brasília. Antalet invånare är 5 868.
Omgivningarna runt José da Penha är huvudsakligen savann. Runt José da Penha är det ganska glesbefolkat, med 31 invånare per kvadratkilometer.